# Lindisfarne Castle

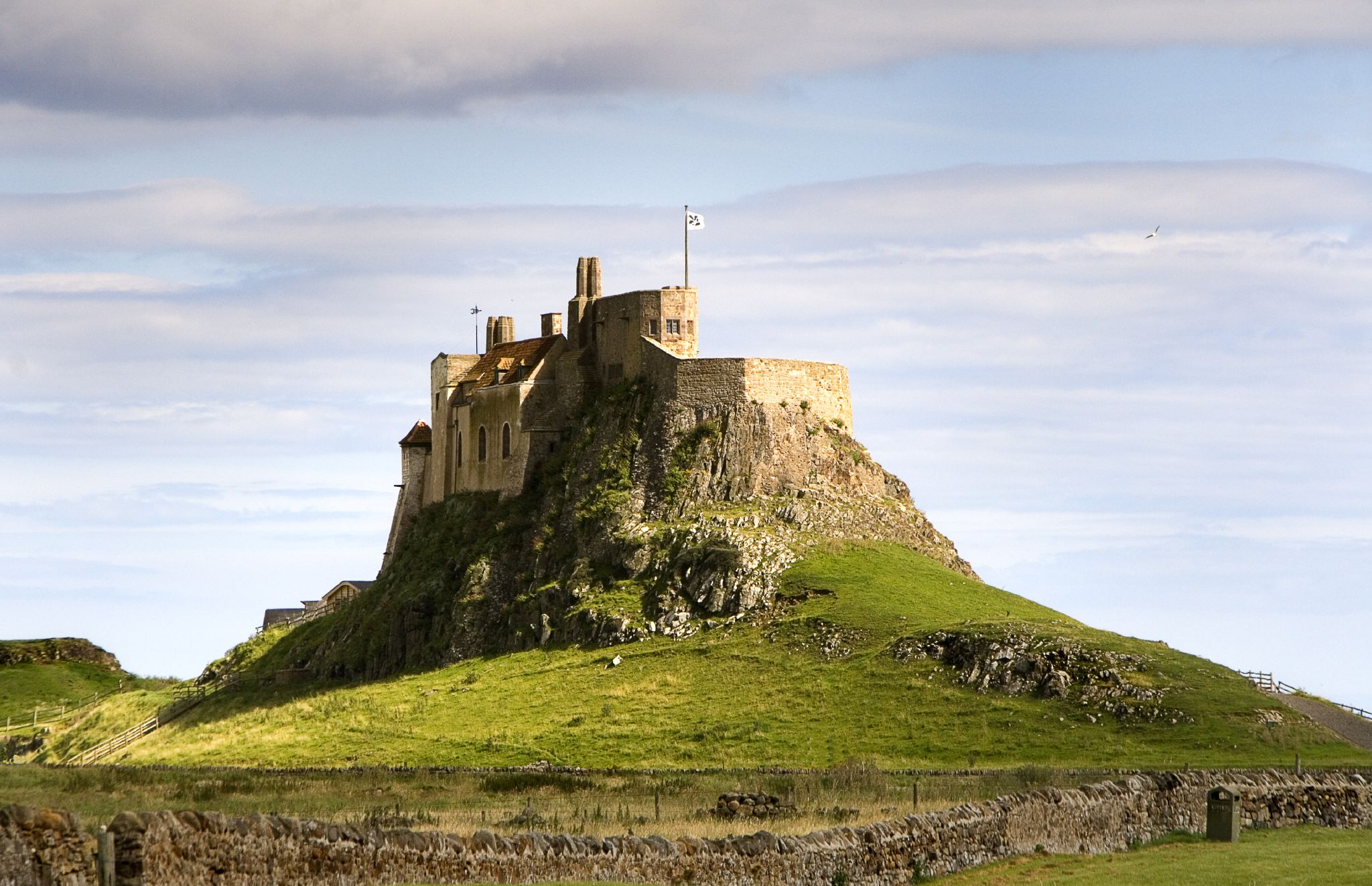
Lindisfarne Castle, eine Burg aus dem 16. Jahrhundert, die 1901 von Sir Edwin Lutyens zu einem Herrenhaus umgebaut wurde

Lindisfarne Castle ist eine Burg aus dem 16. Jahrhundert auf Lindisfarne Island, auch Holy Island, bei Berwick-upon-Tweed in der englischen Grafschaft Northumberland. Die Burg entstand in den 1540er-Jahren und wurde Anfang des 20. Jahrhunderts von Edwin Lutyens erheblich umgebaut.

## Vorgeschichte

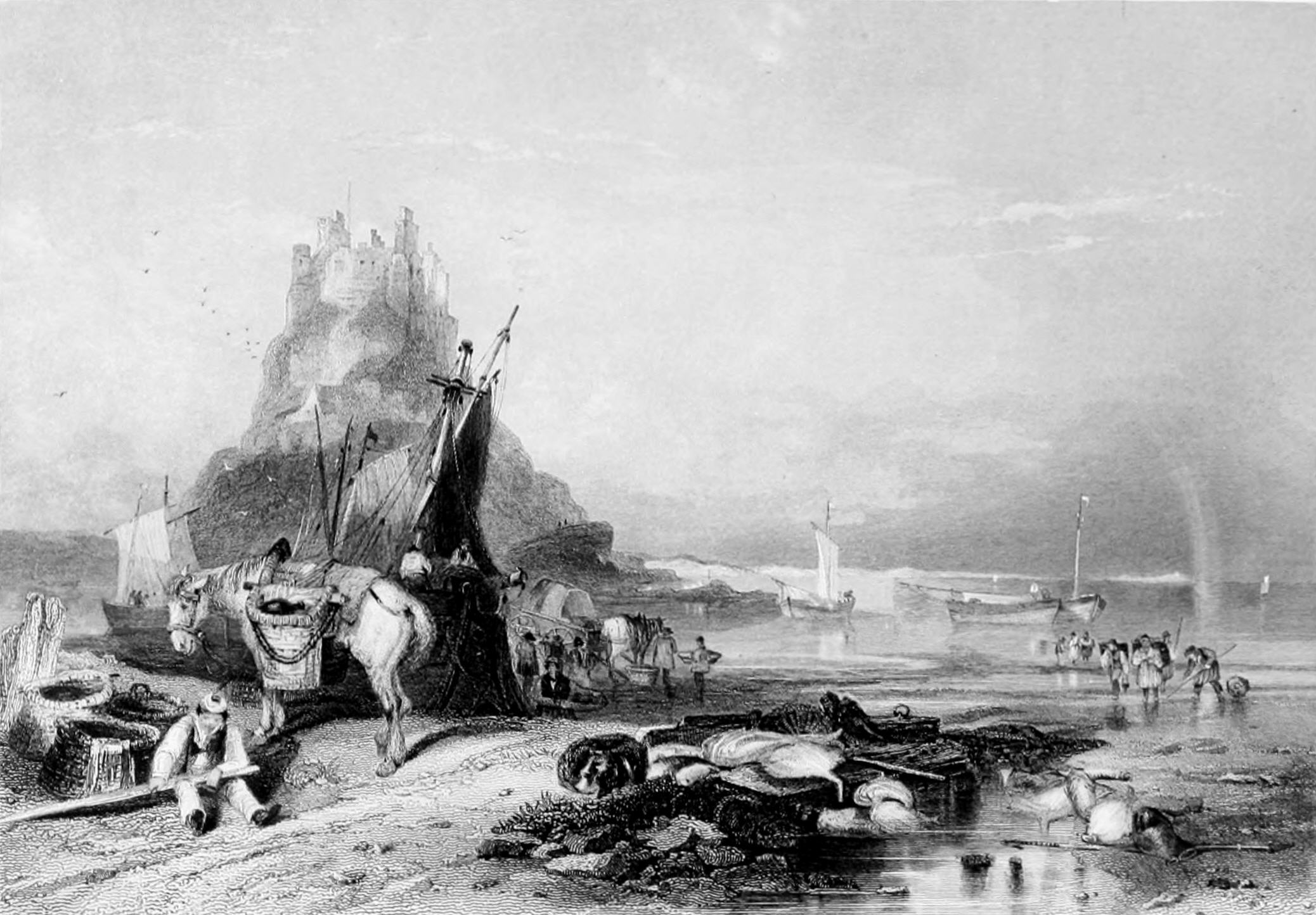
Burg von Westen gesehen in den 1840er-Jahren

Die Region Lindisfarnes war im Mittelalter den Angriffen der Wikinger und Schotten ausgesetzt und befindet sich in einer ehemals hart umkämpften Grenzregion zwischen England und Schottland. Nachdem Heinrich VIII. die Abtei auf Lindisfarne 1541 hatte auflösen lassen, nutzten seine Truppen sie als Marinelager.

## Burggeschichte
1542 befahl Heinrich VIII. dem Earl of Rutland, die Insel gegen eine schottische Invasion zu befestigen. Dazu wurden auch Steine der Abtei zum Bau der Burg verwendet. Bis Dezember 1547 wurde Ralph Cleisbye, der Kommandant des Forts, mit folgenden Geschützen ausgestattet: eine fahrbare Halbe Feldschlange, zwei Messing-Saker, ein Falkonett und eine weitere, fest montierte Halbe Feldschlange. Beblowe Crag wurde 1549 befestigt. Der Militäringenieur Sir Richard Lee fand dort aber 1565 nur eine verfallene Plattform und einen Graswall vor. Elisabeth I. ließ 1570 und 1571 die Befestigungen verstärken und Geschützplattformen für neue Entwicklungen in der Artillerietechnik anlegen. Diese Arbeiten kosteten £ 1191. Als Jakob I. die englische Krone erbte, war die Burg immer noch von der Garnison aus Berwick besetzt und schützte den kleinen Hafen von Lindisfarne Island. Nach der Vereinigung der Königreiche von England und Schottland wurde die Burg in dieser Hinsicht überflüssig.
1646 wurde die Burg mit einer Garnison von Parlamentssoldaten belegt, 1647 war ein Hauptmann Batton Kommandant der Festung. Als Berwick von den Royalisten besetzt wurde, forderte ihn Marmaduke Langdale zur Kapitulation auf. Die Garnison wurde aber von Truppen aus Newcastle entsetzt und konnte sich halten.
1715 war die Burg, die nur noch eine Besatzung von 12 Männern unter dem Kommando von 2 Unteroffizieren hatte, kurzzeitig von dem jakobitischen Rebellen unter Launcelot Errington und seinem Bruder Mark mit französischer Hilfe besetzt, nachdem sie die Garnison betrunken gemacht hatten. Da die versprochenen Hilfstruppen ausblieben, wurde die Insel aber bald von königlichen Soldaten aus Berwick zurückerobert, die Launcelot Errington verwundeten und die Rebellen gefangen nahmen. Nachdem Erringtons Wunde geheilt war, entkam er mit seinem Bruder durch einen Tunnel aus dem Gefängnis in Berwick und versteckte sich neun Tage lang in der Nähe des nahegelegenen Bamburgh Castle mit Unterstützung eines Verwandten, der in der Garnison der Burg diente, bevor sie Sunderland erreichten und von dort nach Frankreich fliehen konnten.
1819 wurden die Geschütze aus der Burg entfernt und in späteren Jahren diente die Burg als Ausguck für die Küstenwache und wurde dann zu einer Touristenattraktion. Charles Rennie Mackintosh zeichnete 1901 eine Skizze der alten Befestigung.

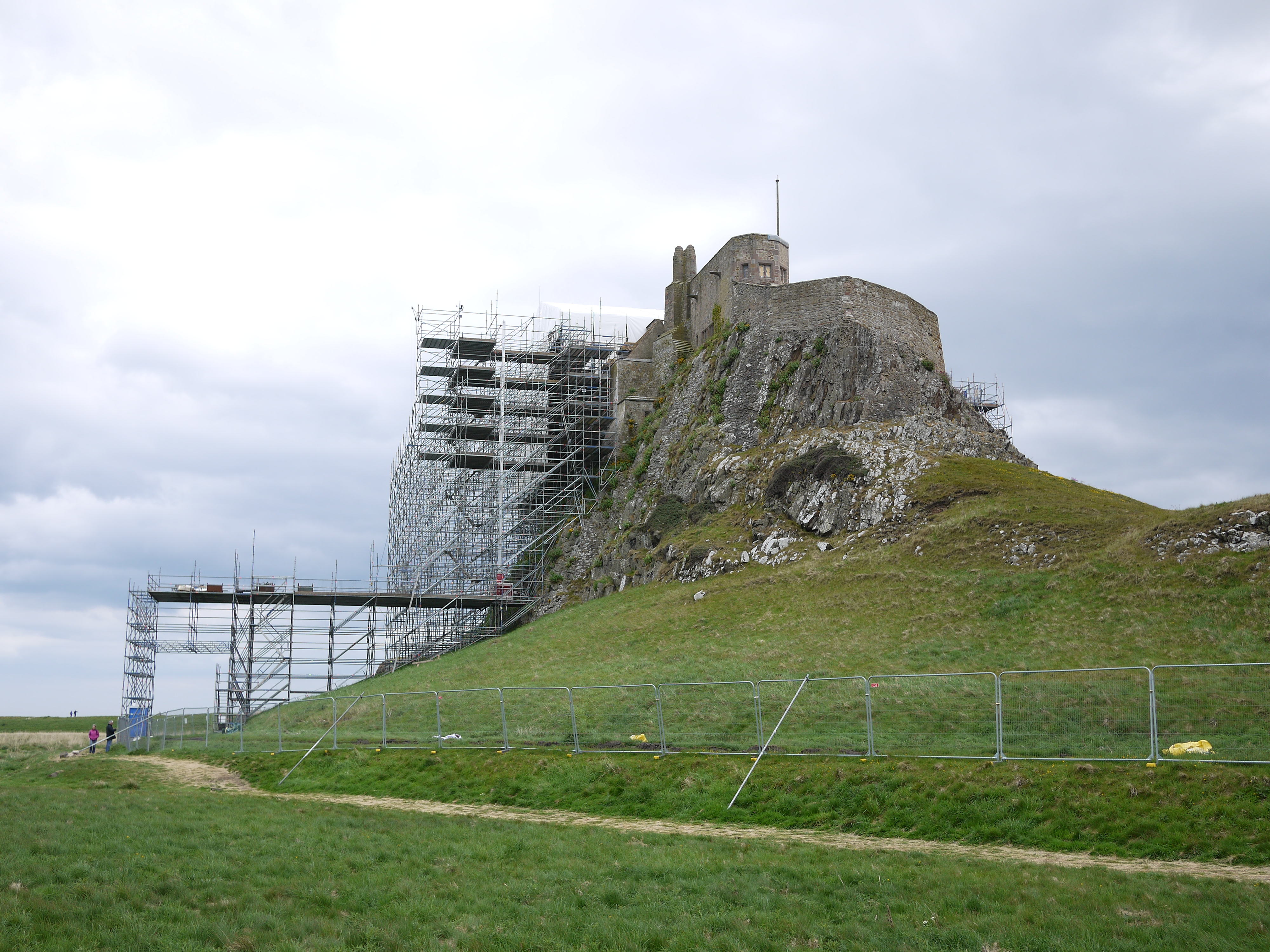
Renovierung der Burg 2016

Im Jahre 1901 erwarb der Zeitungsverleger Edward Hudson (1854–1936), Gründer und Besitzer des Magazins Country Life, die Burg. Er ließ sie von Edwin Luytens im Arts-and-Crafts-Stil umgestalten. 1919 stand das Gebäude jedoch zum Verkauf. Die detaillierte Beschreibung in der Zeitung „The Field“ beschrieb die Restaurierung, die den Charakter des Gebäudes und weitere Eigenschaften.
Seit 1944 werden die Burg und ein nahe gelegener Garten vom National Trust verwaltet und sind öffentlich zugänglich. Das Schloss hatte 2015 93000 Besucher. 2016 begannen Renovierungsarbeiten, die 18 Monate dauerten und 3 Millionen GBP kosteten. Dabei wurden feuchte Wände trockengelegt, Fensterrahmen erneuert und Steinmetzarbeiten restauriert.

## Garten

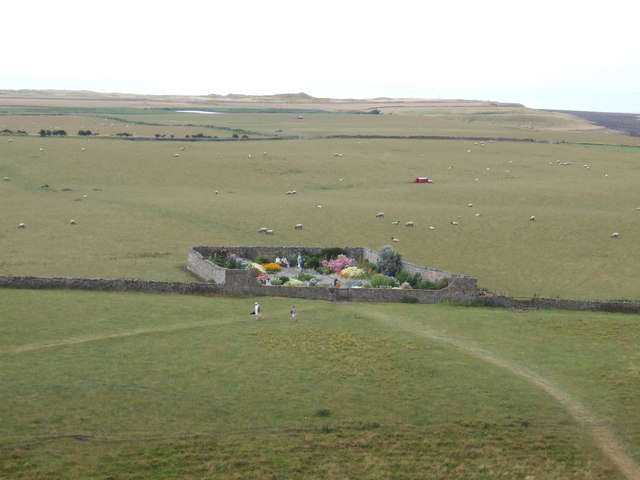
Blick auf den Garten von der Burg aus

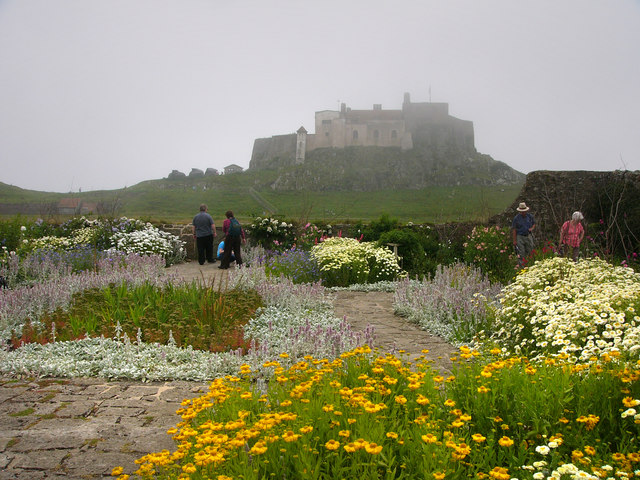
Garten von Lindisfarne Castle in typischem Wetter

Der 500 m2 große eingefriedete Garten, vorher ein Viehgehege, liegt 500 m von der Burg entfernt. Die Umgrenzungsmauer bildet ein asymmetrisches Rechteck mit einer abgerundeten Ecke im Nordwesten. Der Garten wurde von Lutyens langjähriger Freundin und Mitarbeiterin Gertrude Jekyll zwischen 1906 und 1912 entworfen. Die 63-jährige, stark kurzsichtige Landschaftsgestalterin besuchte die Insel 1906 persönlich, obwohl sie mit zunehmendem Alter immer seltener verreiste und Gärten oft nur noch anhand von zugesandten Plänen und Informationen von Lutyens entwarf. Lutyens hatte für die sumpfige Fläche zwischen der Burg und der Einhegung einen Wassergarten, Tennisplatz und Croquetrasen geplant, diese wurden jedoch aus Geldgründen nie ausgeführt. Das Gelände dient heute als Schafweide.

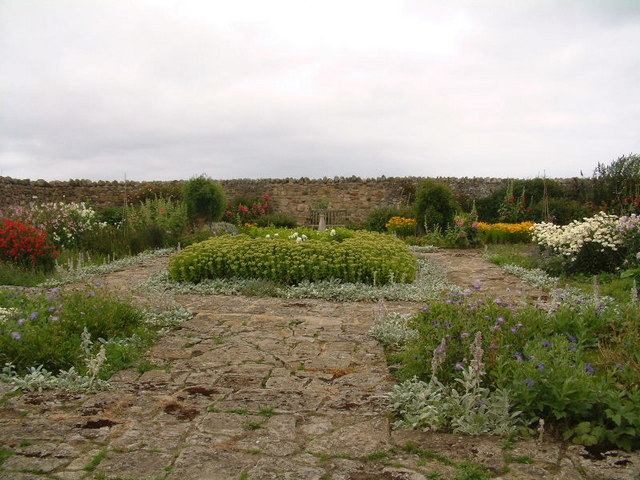
Die Sonnenuhr im Zentrum des Gartens, Blick nach Süden

Jekyll ließ den Burgfelsen mit roter Spornblume, Natternkopf und filzigem Hornkraut bepflanzen. Dazu wurde ein achtjähriger Junge in einem Korb von der oberen Bastei heruntergelassen. Angeblich verschoss sie auch Samen mit einer Schrotflinte, diese Geschichte wird aber auch von Reginald Farrer berichtet. 1911 ließ Lutyens die Mauer um den Garten an der Nordeote niedriger machen, damit man die Bepflanzung von der Burg aus bewundern konnte, das Gelände einebnen und Wege aus Steinplatten anlegen. Er nutzte eine falsche Perspektive, um den Garten größer erscheinen zu lassen. Jekyll entwarf zwei Pläne, mit einjährigen Pflanzen für das erste Jahr und mit Gehölzen, Stauden und weniger einjährigen Pflanzen für die folgende Zeit. Der Garten enthielt ferner eine Rabatte für Kräuter und Gemüse. Indem sie blaue Pflanzen auf der Vorderseite des Gartens pflanzen ließ, versuchte auch sie, ihn größer erscheinen zu lassen. Da die Burg nur als Sommerresidenz diente, verwendete sie für ihre Verhältnisse ungewöhnlich viele einjährige Sommerpflanzen. Der Garten sollte vor allem von der Bastion der Burg betrachtet werden und war daher in breiten Pinselstrichen gestaltet. Im Westen lag ein Rosenbeet mit Rosa Zéphirine Drouhin und Killarney. Im Süden standen Fuchsien und andere rote und rosarot blühende Gehölze. An den Ecken der Beete wuchsen Gartenwicken an Haselstangen vom Festland. Im Zentrum des Gartens stand eine Sonnenuhr, umgeben von Wollziest und Fetthennen. In einem ornamentalen Küchengarten wuchsen Spinat, Salat, Saubohnen, Möhren, Erbsen und Frühkaroffeln zusammen mit Gladiolen, Stockrosen, Rosen, Fuchsien, Gartenwicken und Eibisch. In der Folge sollte Jekyll 1927 auch den Garten für Huttons Villa Plumpton Place in Sussex entwerfen.
Der Garten auf Lindisfarne verwilderte und geriet weitgehend in Vergessenheit. Er wurde erst wiederentdeckt, als der Durhamer Dozent Michael Tooley für sein Buch "The Gardens of Gertrude Jekyll in Northern England" recherchierte und dabei auf die Pläne stieß, die sich seit 1932 im Beatrix-Farrrand-Archiv der University of California in Berkeley befinden.
Zwischen 2002 und 2006 wurde der Garten vom National Trust nach Jekylls Pflanzplänen restauriert, die freilich fast unverständlich sind und eine große Zahl von Vermutungen nötig machen. Andere Pflanzen, wie Rittersporn und Bechermalve, erwiesen sich als ungeeignet für das örtliche raue Klima. Die Jekyll-Kennerin Jane Brown ist freilich der Ansicht, dass die Geldmittel besser für andere und wichtigere Gärten von Jekyll aufgewendet worden wären, als für diese banale Anlage, „...nur eine von vielen Kuriositäten der Burg...“. An anderer Stelle bezeichnet sie den Garten als „Taschenspielertrick“.

## Filmkulisse
Lindisfarne Castle diente einer Reihe von Filmen als Kulisse. Roman Polanskis klassischer Film Wenn Katelbach kommt… von 1966, ein psychologisches, komisches Drama mit Donald Pleasence, Lionel Stander und Françoise Dorléac in den Hauptrollen wurde vollständig in der Burg und ihrer Umgebung gedreht. Sie stellt die Residenz von Pleasences und Dorléacs Charakteren dar. Polanski kehrte später auf die Burg zurück, um einige Szenen für seinen Film Macbeth von 1971 zu drehen, wo Lindisfarne Castle für Glamis Castle steht. Die Nutzung der Burg in Macbeth inspirierte die Produzenten der britischen Fernsehserie Cold Feet (1998–2003), sie für die Außenszenen einer Episode zu nutzen, während die Innenszenen in Hoghton Tower gedreht wurden. Die Burg wurde auch als Double für Mont San Pierre in dem Film The Scarlett Pimpernell von 1982 mit Anthony Andrews in der Hauptrolle genutzt. Eine Episode der britischen Fernsehserie Wolf Blood wurde in Lindisfarne Castle gedreht.